# 温州大学
温州大学成立于1984年，是一所地方性综合大学。苏步青曾任校长，中国科学院院士谷超豪曾任名誉校长。
温州大学是一所地方综合性大学，办学历史可追溯到温州近代著名爱国爱乡人士黄溯初先生1933年创办的温州师范学校，已有75年的办学历史和50年的本科教育史。学校下设16个学院，并举办2个独立学院，现有全日制在校生14220人，各类成人继续教育学生10964人：教职工1919人，其中专任教师997人。专任教师中,有教授174人、副教授382人，硕士和博士生导师199人，省、市新世纪学术与技术带头人220人。学校现有6个一级学科硕士点，40个二级学科硕士点，有教育硕士、工程硕士（机械工程领域、建筑与土木工程领域、环境工程领域）2个硕士专业学位门类。学校现任党委书记谢树华，校长赵敏。

## 学校学科
学校现有6个一级学科硕士点，41个二级学科硕士点，有教育硕士、工程硕士（机械工程领域、建筑与土木工程领域、环境工程领域）2个硕士专业学位门类。化学、中国语言文学为浙江省一流学科A类支持学科，电气工程、法学、马克思主义理论、应用经济学、机械工程、生态学、土木工程为浙江省一流学科B类支持学科。化学学科进入ESI全球1%，浙江省内排名第3。根据《中国研究生教育及学科专业评价报告》统计，温州大学研究生教育竞争力排行由2010年的63%连续7年持续提升到2016年的38%。在招44个本科专业，涵盖文学、理学、工学、法学、教育学、经济学、历史学、管理学、艺术学等学科门类，拥有2个国家级特色专业建设点、1个国家级专业综合改革试点、5个教育部卓越工程师教育培养计划试点专业，37个省级重点（建设）和优势、特色（国际化）专业；10门国家级精品课程和精品资源共享课程、38门省级精品课程，6部国家级规划教材、31部省级重点教材，1个国家级虚拟仿真实验教学中心，1个国家级大学生校外实践教育基地，1个省级大学生校外实践教育基地，4个省级重点实验教学示范中心（建设点），8个省级实验教学示范中心，4个省级教学团队。

## 学校荣誉
温州大学在2008年教育部本科教学工作水平评估中获得“优秀”等级，2015年完成了教育部本科教学工作审核评估。被确立为国家创业型人才培养温州模式创新实验区、全国创业教育示范院校、首批国家级“大学生创新创业训练计划”高校、首批“全国高校创新创业50强”、首批“全国深化创新创业教育改革示范高校100强”、国家级众创空间、教育部“卓越工程师教育培养计划”试点高校和浙江省教师教育基地；近三年来，获得国家级教学成果一等奖1项、二等奖1项，浙江省教学成果一等奖9项、二等奖17项。学生参加各类竞赛获得国际级奖项13项、国家级奖项共465项、省级奖项1680项。

## 学校科研
温州大学设有135个科研机构；建有2个国家级科研平台、1个浙江省“2011协同创新中心”、2个浙江省行业（区域）科技创新服务平台、6个浙江省重点实验室、4个浙江省工程实验室、1个浙江省国际科技合作基地、2个中国机械工业联合会工程研究中心（实验室）、1个中国轻工业重点实验室，2个浙江省哲学社会科学重点研究基地、1个浙江省中国特色社会主义理论研究基地、1个教育部研究基地、1个浙江省非物质文化研究基地；拥有1个教育部长江学者创新团队、5个浙江省重点创新团队和3个浙江省高校创新团队。近三年来，承担了国家科技重大专项项目5项、国家社科基金重大项目1项、国家自然科学基金重点项目3项、国家社科基金重点项目3项、国家973计划课题2项等国家级科研项目154项，省部级项目371项；科研成果获得国家科技进步二等奖1项（主持人、第3单位）、教育部高等学校科学研究优秀成果奖（科学技术）一等奖1项、二等奖1项、教育部高等学校科学研究优秀成果奖（人文社会科学）二等奖1项、三等奖2项、浙江省科学技术二等奖1项、三等奖4项、浙江省哲学社会科学优秀成果一等奖2项等省部级以上科研成果奖励28项。

## 国际合作
大力推进国际化办学进程，在教学、科研各方面开展了广泛的国际交流与合作。迄今已与18个国家和地区的75所院校建立了交流与合作关系。与美国肯恩大学合作创办温州肯恩大学，与泰国东方大学合作举办孔子学院，与意大利佛罗伦萨大学、锡耶纳大学合作创办温州大学意大利分校。举办电子信息工程和市场营销2个国（境）外合作办学本科教育项目，开设机械工程、生物技术、化学、土木工程、国际经济与贸易、市场营销、工商管理、通信工程、软件工程、电子信息科学与技术、国际法等11个全英文授课本科专业和机械工程、化学、软件工程、创业教育等4个全英文授课硕士项目。学校是中国政府奖学金委托培养院校，具备招收港澳台侨本科、硕士学生的资格，是国务院侨办首批华文教育基地，是首批10所“浙江省国际化特色高校建设工程”单位之一。

## 办学理念
秉承“厚培德本、深濬智源”的办学传统，弘扬“求学问是、敢为人先”的校训精神，坚持“顶天立地、自主开放、分类分层、协同创新”的发展理念，扎根温州、服务浙江、辐射全国、面向世界，努力建设具有鲜明地域特色、国内知名的教学研究型综合性大学和一流应用型大学。

## 学校历史
现在的温州大学由温州师范学院和原温州大学合并组成，2004年5月-2006年2月为筹建阶段，2006年2月正式更名为温州大学。
- 1933年，国民党中央颁布《师范学校法》及《师范学校规程》，要求各省划定师范区，每区设置师范学校一所。浙江省教育厅当局“感浙南师资缺乏，教育落后，拟在浙南创办独立学校，已在计划中，因省库支绌，一时未能实现”。是时，溯初先生在上海经商，闻讯后即将私立郑楼小学校舍（估价约三万一千九百银元）捐归省有，以创办温州师范学校。
- 1942年瑞安师范学校创建。
- 1943年平阳师范学校创建。
- 1956年温州师范专科学校创建。
- 1958年温州师范专科学校升格为温州师范学院。
- 1958年温州师范学校并入温州师范学院。
- 1964年温州师范学院改建温州地区教研函授站。
- 1971年温州地区教研函授站改建温州地区五七师范学校。
- 1971年温州师范学院、温州地区五七师范学校、温州地区五七师范学校合并组建温州地区师范专科学校。
- 1974年温州地区师范专科学校改建温州地区师范学校。
- 1978年温州地区师范学校升格为温州师范专科学校。
- 1984年温州大学(专科)创建。
- 1984年温州幼儿师范学校创建。
- 1987年温州师范专科学校升格为温州师范学院。
- 1992年温州教育学院并入温州师范学院。
- 2001年温州幼儿师范学校、瑞安师范学校、平阳师范学校并入温州师范学院。
- 2006年温州师范学院、温州大学(专科)合并组建温州大学。[2]
- 2008年温州大学在教育部组织的普通高等学校本科教学工作水平评估中获优秀成绩。
- 2021年1月25日，经中华人民共和国教育部批准，原由温州大学管理的独立学院温州大学瓯江学院脱离该校管理，转设为公办普通高等学校温州理工学院，由浙江省人民政府领导管理[3]。

## 学院设置
- 国际合作学院
- 商学院 （页面存档备份，存于）
- 法政学院
- 马克思主义学院
- 教师教育学院 （页面存档备份，存于）
- 体育学院
- 人文学院 （页面存档备份，存于）
- 外国语学院
- 音乐学院 （页面存档备份，存于）
- 美术与设计学院 （页面存档备份，存于）
- 数理与电子信息工程学院 （页面存档备份，存于）
- 化学与材料工程学院 （页面存档备份，存于）
- 生命与环境科学学院 （页面存档备份，存于）
- 机电工程学院 （页面存档备份，存于）
- 建筑工程学院 （页面存档备份，存于）
- 成人（继续）教育学院（技术管理人才培训中心） （页面存档备份，存于）
- 城市学院
- 瓯江学院 （页面存档备份，存于）：今温州理工学院

## 历任校长
- 谷超豪（1999年8月－2006年4月）
- 蔡袁强（2008年3月-2015年7月）
- 李校堃（2015年8月-2018年4月）
- 赵敏（2018年9月-）

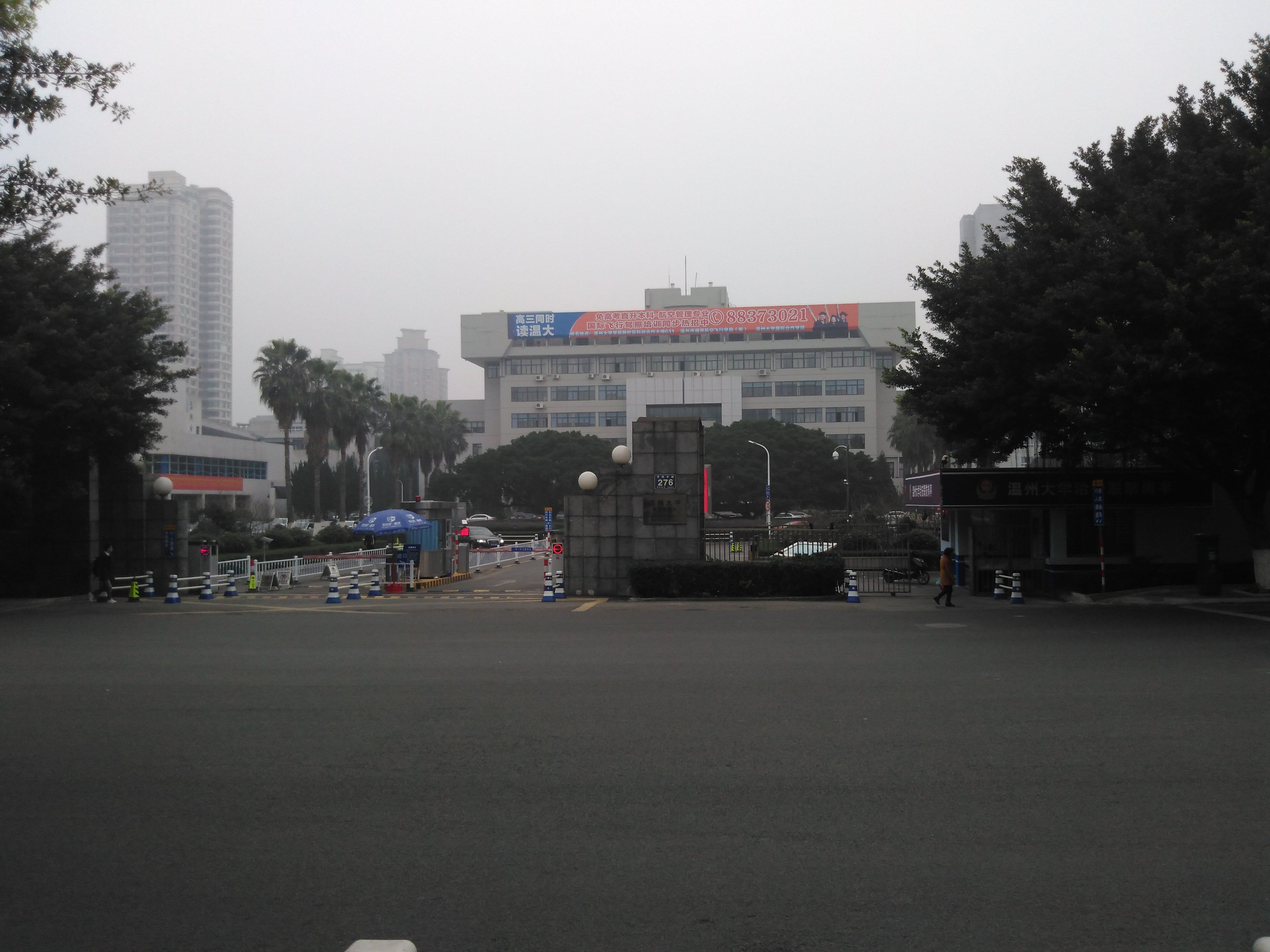
温州大学（学院路校区）校门
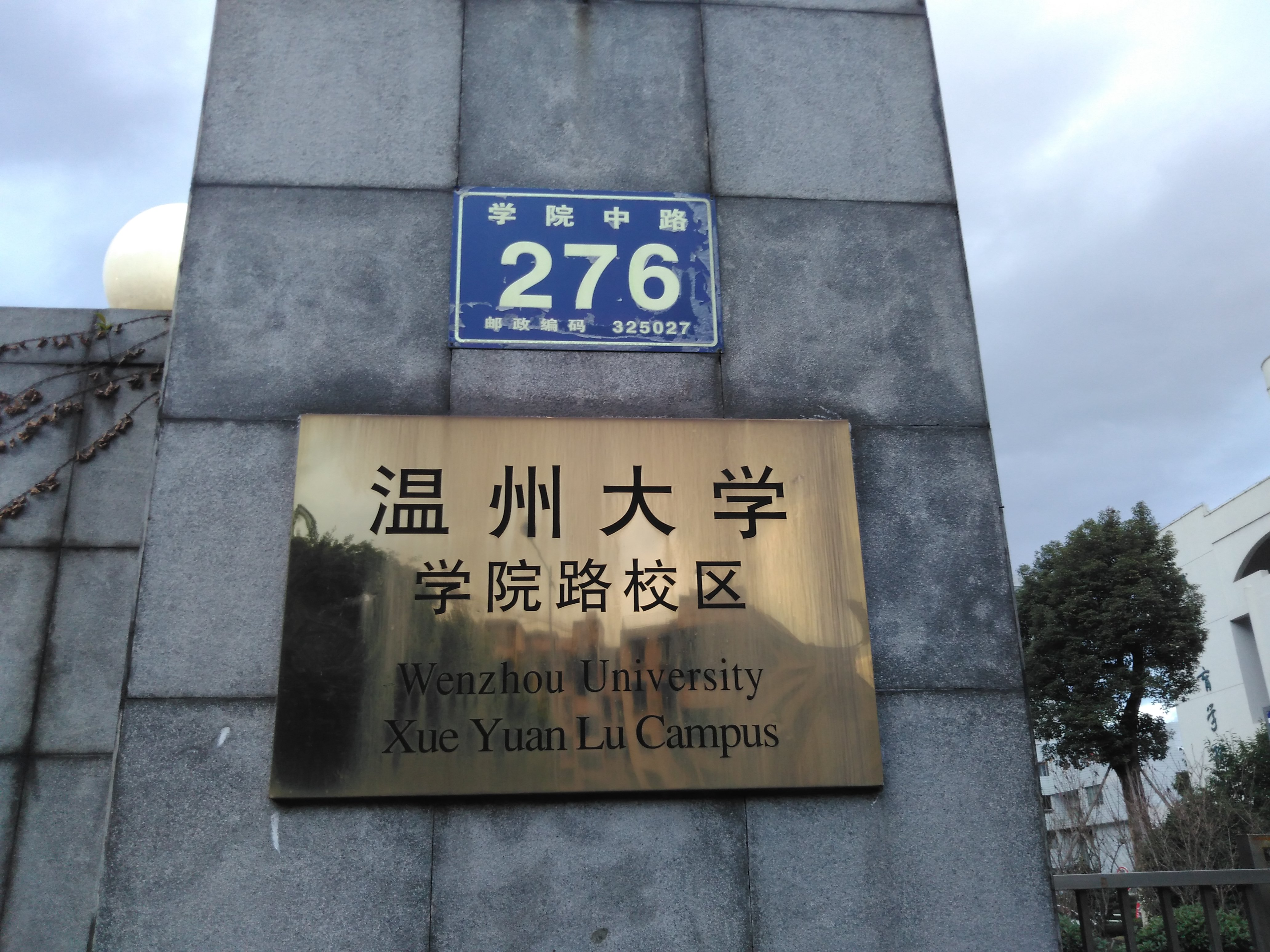
温州大学（学院路校区）
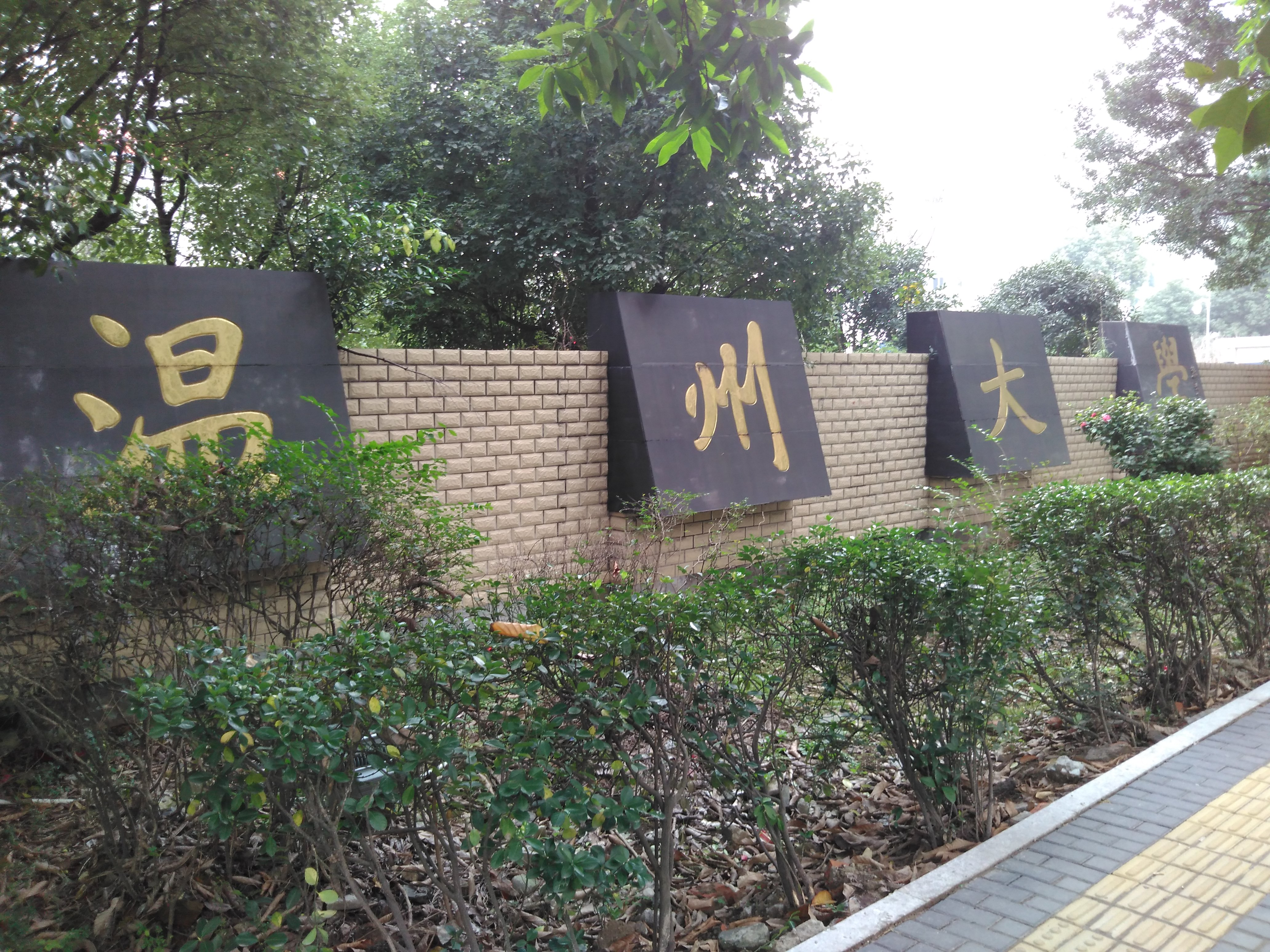
温州大学校名（苏步青题）
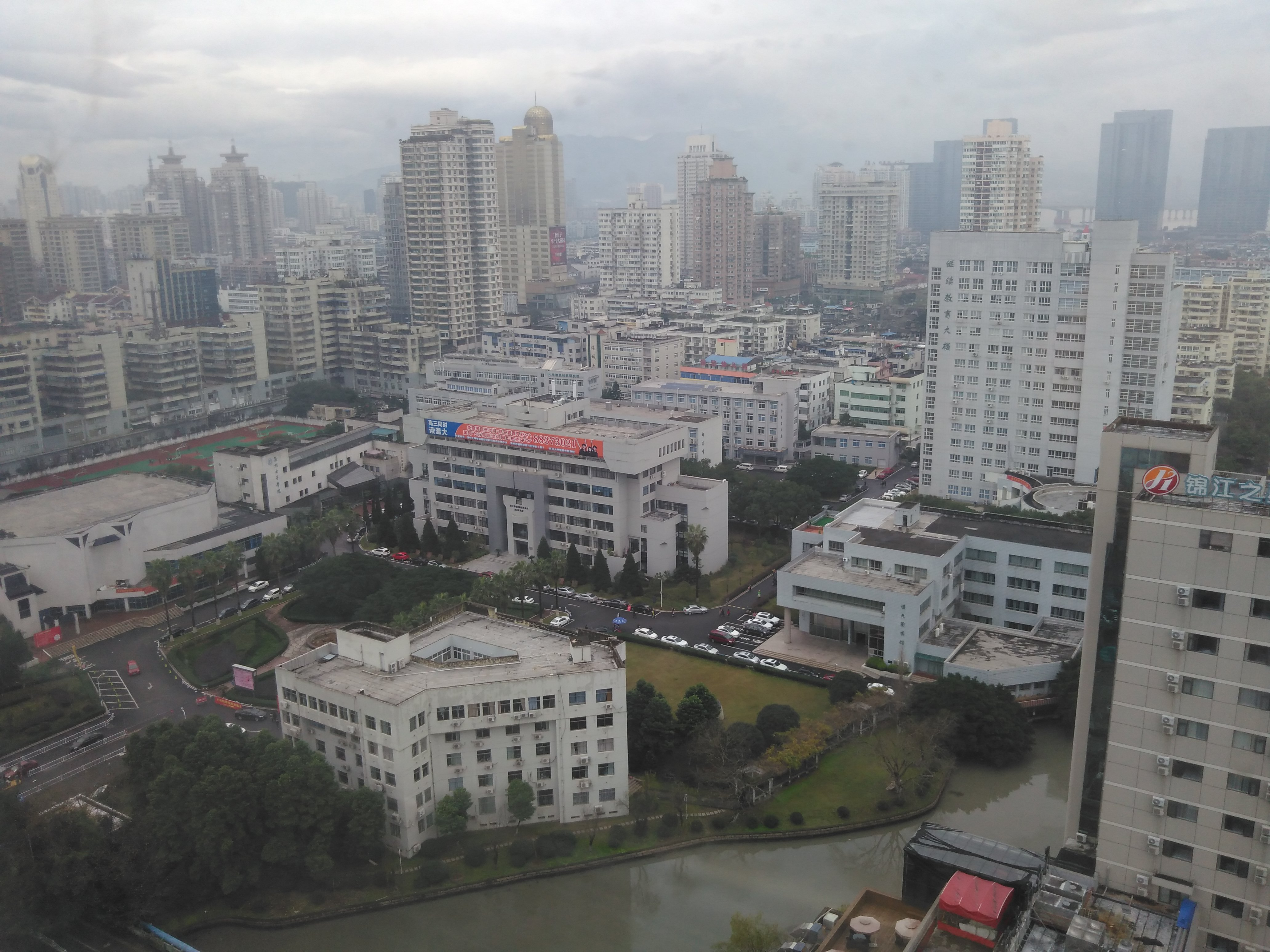
温州大学（学院路校区）